# Pogány Frigyes (építész)
Pogány Frigyes (Budapest, 1908. szeptember 9. – Budapest, 1976. december 15.) magyar építész, művészettörténész, a művészettörténeti tudományok doktora, főiskolai és egyetemi tanár, urbanista, esztéta, díszlettervező; műemlék-topográfus, a budapesti műemlékvédelem és műemlék-nyilvántartás egyik megszervezője; a Magyar Építőművészek Szövetsége és a Union Internationale des Architectes elnöke, az Iparművészeti Főiskola igazgatója Ybl Miklós-díjas és állami díjas.

## Életpályája
Budapesten született Pogány (1900-ig Pauer) Frigyes és Várady-Szakmáry Jolán gyermekeként. Iskoláit Budapesten végezte, 1933-ban szerzett építészmérnöki oklevelet a budapesti Műegyetemen. 1933 és 1935 között díszlettervezőként, majd dobosi Szabó Márton építész irodájában dolgozott. Ybl Miklós-díjjal (1954) és Állami Díjjal (1966) is kitüntették.
1938. május 31-én házasságot kötött Budapesten Kapuvári Terézia Rózával.
1949. februártól a Fővárosi Tervező Intézetben dolgozott. Számos városrendezési tervet készített a Budapesti Városépítési Tervező Iroda (BUVÁTI) munkatársaként. Budapest műemlék-nyilvántartásának megszervezése kötődik még a nevéhez.
1959 és 1968 között a Budapesti Műszaki Egyetem építészmérnöki karán építészet- és művészettörténetet, a Képzőművészeti Főiskolán (1964 és 1974 között a Magyar Iparművészeti Főiskola) építészet- és társművészeteket tanított, amelynek főigazgatója, majd rektora volt. Tudományos tevékenysége főképpen az 1945 utáni évekre esik. Tagja és elnöke is volt a Magyar Építőművészek Szövetségének.

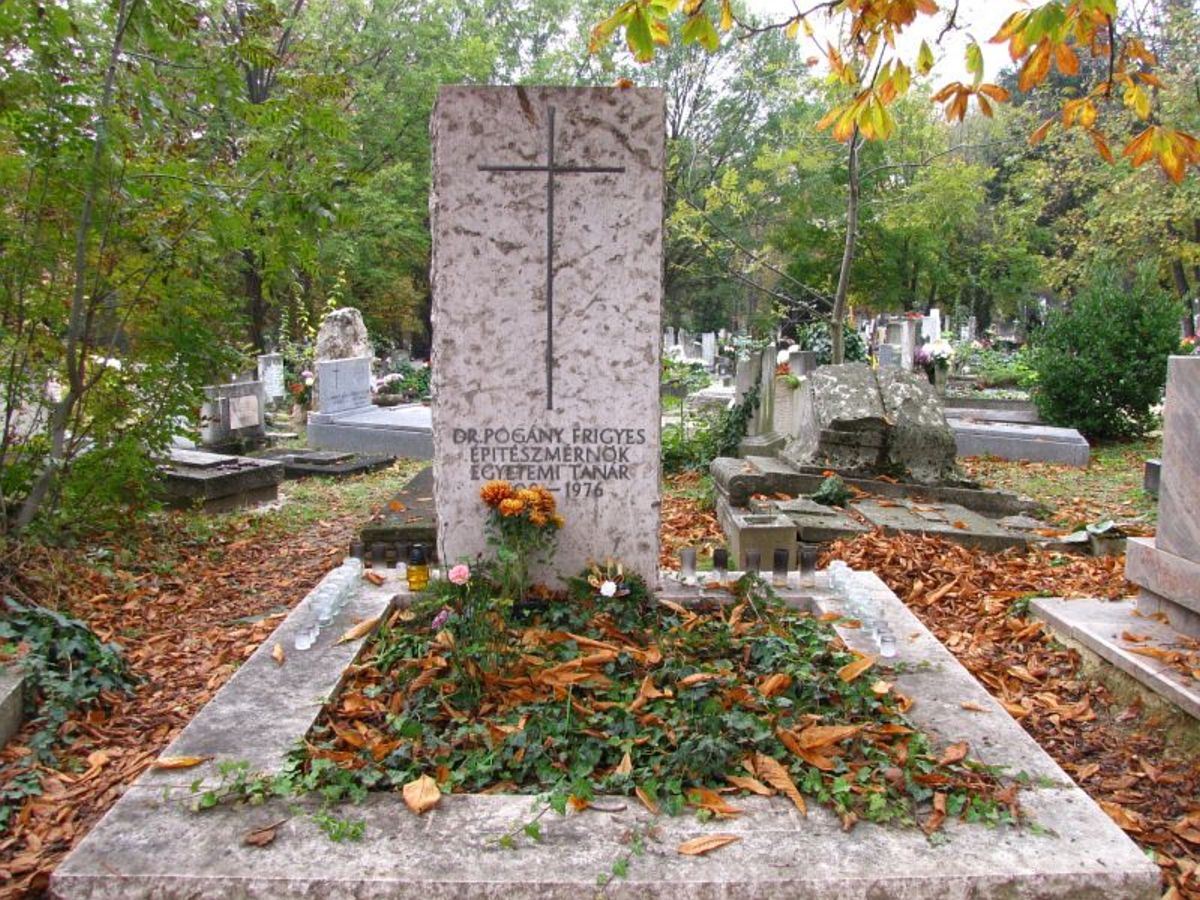
Sírja a Farkasréti temetőben (25/X-1-5/6)

## Kutatási területe
- Főként építészet- és művészettörténettel, építészetelmélettel, az építészet és társművészetek kapcsolatával, a városrendezés és a műemlékvédelem problémáival foglalkozott.

## Tudományos fokozatai
- a műszaki tudományok kandidátusa
- a művészettörténeti tudományok doktora (1969)

## Díjai, elismerései
- Ybl Miklós-díj (1954)
- Állami Díj III. fokozata (1966) – kiemelkedő pedagógiai és művészeti ismeretterjesztő munkásságáért
- Magyar Örökség díj (1999, posztumusz)

## Főbb írásai
- Terek és utcák művészete. Történeti áttekintés; Építésügyi Kiadó, Bp., 1954
- Belső terek művészete; közrem. Tompos Erzsébet; Műszaki, Bp., 1955
- Szobrászat és festészet az építőművészetben; munkatársak Balázs Éva, Szentkirályi Zoltán; Műszaki, Bp., 1959
- Képzőművészetek története. Összefoglalás; Építőipari és Közlekedési Műszaki Egyetem, Bp., 1959
- Terek és utcák művészete; 2. átdolg., bőv. kiad.; Műszaki, Bp., 1960
- Képzőművészetek története; Építőipari és Közlekedési Műszaki Egyetem, Bp., 1960
- Budapest műemlékei 2.; szerk. Pogány Frigyes; Akadémiai, Bp., 1962 (Magyarország műemléki topográfiája)
- Építészeti ismeretek 1.; Tankönyvkiadó, Bp., 1964
- Építészeti ismeretek 2.; Tankönyvkiadó, Bp., 1965
- Párizs; Képzőművészeti Alap, Bp., 1965
- Szobrászat és festészet az építőművészetben; 2. jav., bőv. kiad.; Műszaki, Bp., 1965
- Dercsényi Dezső–Pogány Frigyes–Szentkirályi Zoltán: Pécs városképei, műemlékei; Műszaki, Bp., 1966
- A környezetalakítás esztétikai alapjai; Tankönyvkiadó, Bp., 1967
- Párizs; 2. bőv. kiad.; Corvina, Bp., 1970
- Róma; Corvina, Bp., 1967 – CO 585-h-697-3
- Firenze; Corvina, Bp., 1971  – CO 633-b-7175
- Salgótarján új városközpontja; Képzőművészeti Alap, Bp., 1973 (Műelemzés)
- Itália építészete, 1-2.; Corvina, Bp., 1973–1975
- A szép emberi környezet; Gondolat, Bp., 1976
- Firenze; 2. módosított kiad.; Corvina, Bp., 1977
- Velence; Corvina, Bp., 1979 – 1689-h-7983 és ISBN 963-13-0608-9

## Főbb városrendezési tervei
- Duna-part,
- Belváros,
- Óbuda egyes részei,
- a volt királyi palota első helyreállítási terve,
- a váci Március 15. tér,
- a Nemzeti Színház elhelyezése.